# 李慎之
李慎之（1923年8月15日—2003年4月22日），二十世纪晚期以来中国大陆自由派知识分子的代表人物，国际问题专家，曾任中国社会科学院副院长。

## 生平

### 早期
李慎之原名李中，生于江苏无锡，祖父是米店小老板，父亲以商会文书和报社记者为生，参加过辛亥革命。中学时期阅读了大量文史哲类著作，包括胡适的《中国哲学史大纲》。

### 1949年前
1941年至1945年，先后就读于北京燕京大学经济系、圣约翰大学经济系和成都燕京大学，期间参加中国共产党外围组织。毕业后担任过中学教员和杂志社编辑。1946年，进入新华日报社，后去延安，在新华通讯社国际部任编辑。1948年11月加入中国共产党。

### 1949年后
1949年起，新华社国际部编辑组组长、副主任，负责《参考资料》（即所谓“大参考”）和《参考消息》。曾参加板门店谈判，勸說志願軍戰俘歸國。1954年至1957年，任周恩来外交秘书。反右期间，因为提倡“大民主”而被毛泽东亲自打成右派，开除共产党党籍。

### 文革后
1973年回京工作。参加中共中央国际问题写作小组。其间，陪同邓小平出访美国，担任顾问。1980年负责中国社会科学院美国研究所的筹建。1982年任该所所长。1985年后，兼任中国社会科学院副院长。1989年后辞职。

### 晚期
研究自由主义，对中国近代以来历史和政治进行了深刻反思，在海内外有较大影响，被中国的自由主义者誉为中国世纪之交思想领域的领军人物，著有《風雨蒼黃五十年》。
2003年4月22日，李慎之因病在北京逝世。

## 著作
- 《風雨蒼黃五十年》李慎之 著，原連載於《歷史月刊》2000年三月號，香港明報出版社ISBN 978-962-973-848-8
- 《廿一世紀的憂思——李慎之文選》（續一）李慎之 著，明報出版社 ISBN 978-962-973-960-7
- 《被革命吞吃掉的兒子——李慎之文選（續二）李慎之 著，明報出版社 ISBN 978-962-973-959-1
- 《李慎之全集》李慎之 著，明報出版社 ISBN 962-379-818-X
- 李慎之; 李三達. . 新世紀出版社. 2013年. ISBN 978-988-15571-3-1.